# Tróade

Localización de la Tróade

Tróade es el nombre de una antigua región histórica de la zona costera de Misia, situada al noroeste de Asia Menor (Anatolia). Corresponde con la península geográfica de igual nombre de la actual Turquía, que pertenece a la provincia de Çanakkale y una pequeña parte a la de Balikesir. Está delimitada al norte por el mar de Mármara; al sur, por el golfo de Edremit (que la separa de la isla griega de Lesbos); y al este, por el monte Ida (1774 m). En septiembre de 1996 la región fue declarada parque nacional.

## Geografía

Región de la Tróade.

La Tróade se encuentra regada por dos ríos: el Escamandro (Karamenderes) y el Simois, el cual entra en el área donde se encuentran las ruinas de la antigua Troya. Siete eran los ríos de la Tróade —Gránico, Cebrén, Simois, Reso, Rooio, Heptáporo y Esepo— y también los nombres de los dioses río que habitaban en cada uno de ellos.
La región fue llamada más tarde Wilusa por los hititas, según el profesor Emil Forrer. Esta identificación fue muy discutida por la mayoría de los expertos en hititiología hasta 1983, cuando Houwink ten Cate observó que dos fragmentos procedían de una misma tablilla de escritura cuneiforme y en su discusión de la carta restaurada observaron que Wilusa estaba correctamente localizada en el noroeste de Anatolia. Según Trevor Bryce, los textos hititas informan de varias incursiones de los ahhiyawa sobre Wilusa durante el siglo XIII a. C. lo que quizás provocó el derrocamiento de rey Walmu.
Según el informe de Bryce, las investigaciones arqueológicas dirigidas por John Bintliff en la década de los años 70 revelan la existencia de un poderoso reino que dominó el noroeste de Anatolia y que poseía su capital en Troya.
Los reyes de Pérgamo (Bergama) cederían el territorio de la Tróade a la República romana. Bajo el Imperio romano, el territorio de la Tróade llegó a formar parte de la provincia de Asia. Bajo el Imperio bizantino fue incluida en el thema (unidad administrativa bizantina) de las Islas del Mar Egeo. Después de su conquista por el Imperio otomano, la Tróade formó parte del sanjak (subdivisión otomana) de Biga.
La Tróade corresponde a la actual Biga, que forma parte del distrito de la provincia de Çanakkale, en Turquía.

## Historia según la mitología griega
Tras la muerte de Dárdano (hijo de Zeus y Electra y fundador de la ciudad de Dardania), este reino pasó a su nieto Tros, quien llamó a las tierras Tróade y a las gentes Trois (o «troyanos» según algunos autores latinos). Ilo, hijo de Tros, fundará Ilión, también llamada Troya.

## San Lucas

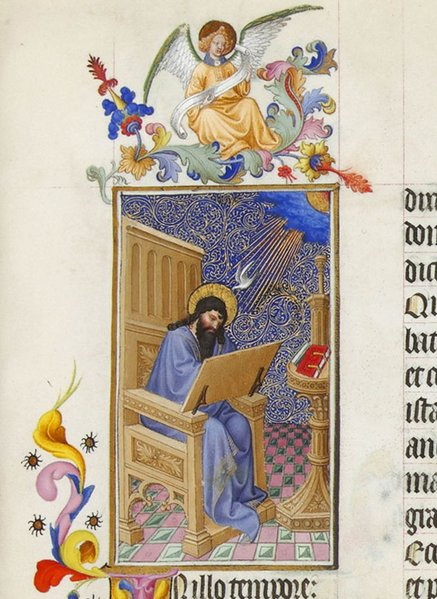
San Lucas.

San Pablo estuvo en la ciudad en tres ocasiones y se piensa que en la región pudo vivir durante algún tiempo Lucas el Evangelista, autor del Evangelio de Lucas y del libro de los Hechos de los Apóstoles.  En esta última obra, Lucas escribe en tercera persona hasta que Pablo y sus compañeros llegan a la Tróade, y entonces pasa a hablar en primera persona del plural. Este «nosotros» continúa hasta que Pablo es arrestado (Hechos 16:19) y el autor vuelve a escribir en tercera persona. Luego (Hechos 20:5), el grupo de Pablo vuelve a llegar a la Tróade, y Lucas escribe de nuevo en primera persona del plural.